# Botaničeskij sad (stanice Moskevského centrálního okruhu)
Botaničeskij sad (rusky Ботанический сад) je stanice na Moskevském centrálním okruhu. Na této stanici je možné přestoupit na stejnojmennou stanici na Kalužsko-Rižské lince metra. Stanice je nazvána po Hlavní botanické zahradě, která se nachází nedaleko.

## Charakter stanice
Stanice Botaničeskij sad se nachází na hranici čtvrtí Sviblovo (Свиблово) a Rostokino (Ростокино) mezi Projezdem Serebrjakova (Проезд Серебрякова) a První ulicí Leonova (1-я улица Леонова) na východ od jejich vzájemného křížení.
Stanice disponuje dvěma nástupišti, bočním a ostrovním. Na bočním nástupišti zastavují vlaky jedoucí ve směru hodinových ručiček, na ostrovním nástupišti zastavují vlaky, které jedou opačným směrem. Pozemní vestibul se nachází pod oběma nástupišti (které jsou nad úrovní okolního terénu), východy z něho směřují jak na sever k Projezdu Serebrjakova tak i na jih k První ulici Leonova. 
Vstup do vestibulu stanice Botaničeskij sad Kalužsko-Rižské linky se nachází v blízkostí severního výstupu ze stanice Moskevského centrálního okruhu. V roce 2018 se počítá s podzemním propojením obou vestibulů i První ulice Leonova. To bude součástí dopravně-přestupního uzlu Botaničeskij sad, který bude zahrnovat autobusové nádraží, záchytné parkoviště, bytovou výstavbu, hotel, společenské, kancelářské a obchodní centrum. Projekt tohoto uzlu je vypracován japonskou společností Nikken Sekkei.